# Michael Jenkins
Pour les articles homonymes, voir Jenkins.
Michael Jenkins est un réalisateur, scénariste et producteur australien né en 1946 à Sydney (Nouvelle-Galles du Sud) et mort le 4 mars 2024.

## Filmographie

### Cinéma

#### Comme réalisateur
- 1985 : Rebel
- 1988 : Emerald City
- 1991 : Sweet Talker
- 1993 : The Heartbreak Kid

#### Comme scénariste
- 1983 : Careful, He Might Hear You
- 1985 : Rebel
- 1993 : The Heartbreak Kid

#### Comme réalisateur
- 1973 : Certain Women (série télévisée)
- 1976 : Rush (série télévisée)
- 1977 : Le Vol du pélican (Bailey's Bird) (série télévisée)
- 1977 : Pig in a Poke (série télévisée)
- 1979 : One Day Miller (série télévisée)
- 1983 : Scales of Justice (feuilleton TV)
- 1983 : Diligence Express (Five Mile Creek) (série télévisée)
- 1986 : Shark's Paradise (TV)
- 1988 : The Dirtwater Dynasty (feuilleton TV)
- 1991 : Sydney Police (Police Rescue) (série télévisée)
- 1992 : The Leaving of Liverpool (TV)
- 1995 : En quête de preuves (Blue Murder) (feuilleton TV)
- 1997 : Wildside (série télévisée)
- 2002 : Young Lions (série télévisée)

#### Comme scénariste
- 1980 : Water Under the Bridge (TV)
- 1985 : Robbery Under Arms (TV)
- 1988 : The Dirtwater Dynasty (feuilleton TV)
- 2022 : Heartbreak High (série TV)